# George F. Kennan
Pour les articles homonymes, voir George Kennan.
George Frost Kennan, né à Milwaukee (Wisconsin) le 16 février 1904 et mort à Princeton (New Jersey) le 17 mars 2005, est un diplomate, politologue et historien américain dont les idées ont une forte influence sur la politique des États-Unis envers l'Union soviétique au sortir de la Seconde Guerre mondiale. 
Il est connu dans le monde politique pour avoir en partie créé le concept de containment (ce terme désignant des mesures pour endiguer l'expansionnisme soviétique) et comme une figure clé de la guerre froide. Un grand nombre de ses ouvrages traitent des relations entre la Russie et les puissances occidentales. Parlant l'allemand et le russe, il s'intéresse notamment aux peuples allemand et russe.

## Les débuts
Sa mère meurt alors qu'il est encore à l'internat. Il étudie l'allemand à Cassel, puis entre à Princeton. Grand lecteur de Goethe et de Spengler, il est diplômé en 1925. Il entre alors au ministère des Affaires étrangères et entame une carrière de diplomate en Suisse, en Allemagne, en Estonie, en Lituanie et en Lettonie. En 1929, il retourne à l'université de Berlin, où il étudie le russe et l'histoire politique. Il s'y perfectionne également en français, en portugais, en tchèque et en norvégien. En 1931, il épouse une Norvégienne, Annelise Sorensen. Le premier poste qu'il obtient après son mariage est à Riga, en Lettonie. Il devient spécialiste de l'économie russe. 
En hiver 1933, lorsque le gouvernement de Franklin Roosevelt noue des relations diplomatiques avec l'Union soviétique, Kennan accompagne l'ambassadeur William C. Bullit à Moscou. Le 1er décembre 1934, à l'époque des épurations commandées par Staline, un de ses rivaux, Sergueï Kirov, est assassiné. Kennan suit avec attention cette période de purges, qui modifie profondément et durablement son regard sur la dynamique interne du régime soviétique. Il acquiert la conviction qu'il existe peu d'espoir de nouer une collaboration avec l'Union soviétique. En 1937, il entre au département d'État à Washington. En 1939, alors qu'il est en poste à Prague, il est témoin de la débâcle de la Tchécoslovaquie conquise par l'armée allemande.
Au début de la Seconde Guerre mondiale, Kennan est affecté à l'ambassade de Berlin. De 1939 à 1942, il vit à l'ambassade, où les diplomates tentent d'aider les familles juives à émigrer. Il assume la responsabilité d'environ 130 Américains détenus à Bad Nauheim et, en 1942, ce groupe de prisonniers est échangé à Lisbonne contre un groupe d'Allemands. Entre 1942 et 1943, il séjourne au Portugal, où il négocie avec Salazar pour obtenir que l'armée américaine puisse utiliser les bases des Açores quand viendra le jour J. En 1944, il travaille à Londres avec les Soviétiques et les Britanniques pour négocier les conditions de la capitulation allemande et les zones d'occupation après la guerre.

## Kennan et la guerre froide

### Le long télégramme
De mai 1944 à avril 1946, il est chef de mission à Moscou. À la fin de son mandat, il envoie au secrétaire d'État James F. Byrnes un télégramme de 8 000 mots proposant une nouvelle stratégie pour les relations diplomatiques entre les deux pays. Sa critique est sévère : il signale l'attitude névrotique du Kremlin et son sentiment d'insécurité permanent. Il fait état de ce qui constitue selon lui l'idéologie rigide du communisme et son désir d'expansionnisme. Il propose donc de renforcer les institutions de sorte que le gouvernement américain soit moins vulnérable aux attaques de l'Union soviétique.   
De retour à Washington en avril 1947, il devient le premier directeur des affaires politiques du département d'État (ministère américain des Affaires étrangères). Entre-temps, en mars 1947, Truman utilise le long télégramme d'avertissement de Kennan pour engager le Congrès dans une série de mesures formant ce qu'on appelle désormais la doctrine Truman.

### La politique d'endiguement
En juin 1947, sous le pseudonyme de X, il écrit un article dans la revue Foreign Affairs, The Sources of Soviet Conduct (Les principes du comportement de l'État soviétique), dans lequel il reprend et approfondit les idées émises dans son long télégramme. Il y explique la politique étrangère de Staline comme une combinaison de l’idéologie marxiste-léniniste, qui prône la défaite des forces capitalistes à travers le monde, et sa propre détermination à utiliser la notion d’« encerclement capitaliste » comme feuille de vigne pour légitimer l'enrégimentement de la société soviétique et consolider son pouvoir. 
Kennan y écrit que le pouvoir soviétique est « insensible à la logique de la raison, et très sensible à la logique de la force. Pour cette raison, il peut facilement se retirer - et le fait généralement lorsqu'une forte résistance est rencontrée à tout moment ». Pour expliquer les racines de ce comportement,  Kennan cite le livre du marquis de Custine, publié en 1843 et tombé dans l'oubli, La Russie en 1839. Selon Custine, la cause principale de cet éloignement de la culture occidentale réside dans l’occupation mongole, qui a duré plus d’un siècle et demi en Russie, entre 1240 et 1380, voire plus pour la Russie méridionale et la région de Kazan, tandis qu’Attila n’est resté que moins de deux ans en Gaule. 
Il est donc nécessaire, selon Kennan, que les États-Unis répliquent par une politique d'endiguement destinée à contenir l'expansionnisme soviétique. C'est le fameux principe du containment.

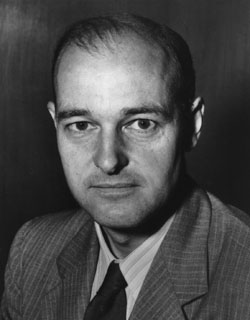
George F. Kennan.

La publication de cet article divise la classe politique. Le journaliste Walter Lippmann, favorable au désengagement en Allemagne[réf. nécessaire], critique sévèrement cette analyse, qui oblige les Américains à s’engager militairement dans les territoires de la périphérie la plus lointaine de l’Union soviétique, qui affaiblit la confiance américaine sans améliorer sa sécurité, qui laisse l’initiative aux Soviétiques dans le déclenchement des crises, et qui entoure les États-Unis d’alliés hétéroclites susceptibles d'exploiter la doctrine de l’endiguement pour poursuivre leurs propres fins. Entre-temps, l'anonymat de l'article a été percé à jour. Le fait qu'il ait été écrit par Kennan, directeur des Affaires politiques du département d'État, lui confère une valeur officielle.
Kennan soutiendra plus tard qu'il n'avait jamais envisagé de définir la future politique. Toute sa vie, il répétera que ces avertissements n'impliquaient pas forcément toutes les mesures prises pour contenir l'expansionnisme soviétique :

« Mes idées au sujet de l'endiguement ont été déformées par les gens qui les ont comprises et exécutées uniquement comme un concept militaire ; et je pense que c'est cela qui nous a conduits aux 40 années du processus inutile, horriblement coûteux, que fut la guerre froide[réf. souhaitée]. »

Par ailleurs, l'administration fait peu d'efforts pour expliquer la distinction entre influence soviétique et mouvement communiste international. Interrogé en 1990 au sujet de la mauvaise interprétation de son article, Kennan répète qu'il n'a jamais considéré les Soviétiques comme une menace militaire.

### La période Marshall
C'est entre avril 1947 et décembre 1948, alors que George Marshall est secrétaire d'État, que l'influence de Kennan est la plus importante. En tant qu'architecte intellectuel du plan Marshall, il participe à la mise en place de l'endiguement politique et économique de l'Union soviétique. Pour contrer une source potentielle d'influence soviétique, il propose d'orienter l'aide économique et politique vers le Japon et l'Europe de l'Ouest, dans le but de consolider leurs gouvernements et d'en faire une force s'opposant au communisme. En outre, en proposant en 1948 une aide aux partis de gauche indépendants de l'Union soviétique, Kennan et le gouvernement Truman espèrent créer un fossé entre Moscou et les partis socialistes en Europe de l'Ouest. Dans cette même politique de renforcement des régimes non soviétiques, Kennan suggère de regarder de manière plus indulgente le gouvernement de Franco.
Dans un câble du 15 mars 1948 envoyé au sous-secrétaire d’État américain Dean Acheson, il suggère de faire annuler les élections générales italiennes de 1948 par crainte d'une possible victoire des communistes, ou de faire interdire le Parti communiste italien.

### La période Acheson
Entre 1949 et 1950, au moment où Dean Acheson est secrétaire d'État, Kennan perd de son influence. Le temps n'est plus à un endiguement politique mais à une démonstration de force avec armes traditionnelles et nucléaires. C'est l'époque du blocus de Berlin et de la guerre de Corée.

### Ambassadeur en Union soviétique
Nommé ambassadeur à Moscou pour dénouer une crise politique, il y reste de décembre 1951 à septembre 1952, date à laquelle il est déclaré persona non grata par les autorités soviétiques pour une faute diplomatique : à un journaliste qui l'interrogeait sur ses conditions de vie à l'ambassade, il répond qu'il s'y sent aussi prisonnier qu'à Berlin durant l'année 1941.

### Fin de carrière politique
De retour à Washington, il participe à l'administration Eisenhower malgré les différends entre Truman et Eisenhower sur la politique d'endiguement. Pendant l'administration Kennedy, de 1961 à 1963, Kennan est ambassadeur en Yougoslavie.

### Opposé à l'extension de l'OTAN
En 1998, le journaliste Thomas Friedman, du New York Times, recueille la réaction de George Kennan à l'autorisation par le Sénat américain de l'extension de l'OTAN vers l'Est. Il répond : « Je pense que c'est le début d'une nouvelle guerre froide. Je pense que les Russes vont graduellement réagir de manière hostile et que cela va affecter leurs politiques. Je pense que c'est une erreur tragique. [...] Cette expansion ferait se retourner les Pères fondateurs dans leurs tombes. [...] Notre différend pendant la guerre froide nous opposait au régime communiste soviétique. Et maintenant nous tournons le dos au peuple même qui a fait la plus grande révolution de l'histoire sans effusion de sang pour mettre fin à ce régime soviétique ».

## Institute for Advanced Studyet carrière littéraire
Entre 1950 et 1952, il suit des cours à l'Institute for Advanced Study de Princeton, dont il devient membre en 1956. Il reçoit la même année le prix Pulitzer d'histoire pour son ouvrage Russia Leaves the War.
En 1963, il quitte l'administration et exerce comme expert et critique de la politique des affaires étrangères. En 1968, il reçoit le prix Pulitzer de la biographie ou de l'autobiographie pour son ouvrage Memoirs, 1925-1950, dont il publie en 1972 un second volume sur les années 1963 et suivantes. Parmi ses autres écrits, on note en 1989 Diplomacy 1900-1950, Sketches from a Life, puis, en 1993, Around the Cragged Hill.
En 1989, George Bush lui décerne la médaille présidentielle de la Liberté. En 2003, à l'âge de 98 ans, il s'élève contre la guerre en Irak dont il dénonce les conséquences potentielles.
En février 2004, l'université de Princeton célèbre son 100e anniversaire. Le 17 mars 2005, à l'âge de 101 ans, Kennan meurt à son domicile de Princeton.

## Distinctions
- Ordre de la Croix de Terra Mariana de première classe